# Dr. Csont (nyolcadik évad)
A Dr. Csont című televíziós sorozat nyolcadik évadának premierjét 2012. szeptember 17-én sugározta a Fox az Amerikai Egyesült Államokban. Az epizódokat hétfőnként este 8 órakor vetíti a csatorna. Az évadot 26 részesre tervezik. A nyitó epizódra 7,98 millióan voltak kíváncsiak, s ezáltal a 3. legkedveltebb televíziós műsor volt aznap az országos csatornákon.

## Epizódlista
|  | Alább a cselekmény részletei következnek! |

| Epizód száma | Epizód címe                                        | Vetítés időpontja az USA-ban / Magyarországon |
| --- | -------------------------------------------------- | --------------------------------------------- |
| 8.01 | The Future in the Past / Temetetlen múlt           | 2012. szeptember 17. / 2013. augusztus 26.    |
| Brennan még mindig bujkál a gyerekével, gyilkosság miatt. Booth egyre frusztráltabb a helyzet miatt, a Jefferson-intézet munkatársai pedig azon munkálkodnak, hogy elintézhessék Pelantet.                                                            |                                                    |                                               |
| 8.02 | The Partners in the Divorce / Báránybőrben         | 2012. szeptember 24. / 2013. szeptember 2.    |
| Booth és Bones kapcsolatukon és egymás iránti bizalmukon próbálnak javítani. Egy olyan ügyet kell felderíteniük, amiben egy ügyvédet meggyilkoltak.                                                                                                   |                                                    |                                               |
| 8.03 | The Gunk in the Garage / A zöldfülű                | 2012. október 1. / 2013. szeptember 9.        |
| Robbanás történik egy szállodai parkológarázsában. A Jeffersonosok dolgoznak az ügyön. Booth irodai munkát végez és helyette egy új fiú áll be. |                                                    |                                               |
| 8.04 | The Tiger in the Tale / Tiltott tigrisek           | 2012. október 8. / 2013. szeptember 16.       |
| Egy árokban talált férfi maradványai vizsgálva kiderül, hogy a környéken veszélyeztetett állatokkal kereskednek. |                                                    |                                               |
| 8.05 | The Method to the Madness / Édes hármas            | 2012. november 5. / 2013. szeptember 23.      |
| Egy szeméttárolóban egy megcsonkított testet találnak. Kiderül, hogy a nő munkája mellett prostiként szerzett plusz pénzt. Dasyvel való szakítása után Booth felajánlja Sweets-nek, hogy költözzön hozzájuk.                                          |                                                    |                                               |
| 8.06 | The Patriot in Purgatory / Hazafi és tisztítótűz   | 2012. november 12. / 2013. szeptember 30.     |
| Brennan összehívja a gyakornokokat, hogy dolgozzanak csapatként. Arostoo, egy hajléktalan férfiről kideríti, hogy, aki a szeptember tizenegyedikei terrortámadások idején halt meg.                                                                   |                                                    |                                               |
| 8.07 | The Bod in the Pod / A takarító                    | 2012. november 19. / 2013. október 7.         |
| Egy hajón emberi maradványoat találnak. Kiderül, hogy a halottnak sok haragosa volt, de Bones figyelmét a munkája kelti fel ami a bizonyítékok eltüntetése volt.                                                                                      |                                                    |                                               |
| 8.08 | The But in the Joke / Trükkös halál                | 2012. november 26. / 2013. október 14.        |
| Egy graffitis ráesik egy halottra. A férfi több emberrel is nézeteltérésbe keveredett halála előtt. Booth a nyomozás érdekében kénytelen részt vesz egy stand up show-ban.                                                                            |                                                    |                                               |
| 8.09 | The Ghost in the Machine / Szellem a gépben        | 2012. december 3. / 2013. október 21.         |
| Egy több éve halott fiú holttestét találják meg. Azonosítása alatt úgy érzik, hogy a szelleme köztük van... |                                                    |                                               |
| 8.10 | The Diamond in the Rough / Gyémánt a föld alatt    | 2013. január 14. / 2013. október 28.          |
| Egy megkristályosodott holttestről kiderül, hogy versenytáncosnő volt. A partner új társ után nézett. Brennan és Booth beállnak versenytáncosnak az ügy felgöngyölítése érdekében                                                                     |                                                    |                                               |
| 8.11 | The Archaeologist in the Cocoon / Régész a gubóban | 2013. január 14. / 2013. november 4.          |
| Egy ejtőernyős az erdőben egy befont holttestet talál. Kiderül, hogy az áldozat egy régész, aki külföldről értékes csontleleteket hozott magával. Megindul a nyomozás és közben Brennan és Clark közti is versengés zajlik az ősrégi csontokat miatt. |                                                    |                                               |
| 8.12 | The Corpse on the Canopy / Anatómiai rejtvény      | 2013. január 21. / 2013. november 11.         |
| Angela és Hodgins saját ágyuk felett egy lenyúzott testet találnak. Biztosak benne, hogy Christopher Pelant a felelős. Pelant Branenn-nek is kapcsolatba lép.                                                                                         |                                                    |                                               |
| 8.13 | The Twist in the Plot / Csavaros történet          | 2013. január 28. / 2013. november 18.         |
| Egy eltemetett női holttestet találnak az erdőben, de van mellette egy másik is. Az áldozat egy különc temetkezési szokásokat valló cégnél dolgoztak. Bones és Booth a végrendeletükről vitáznak.                                                     |                                                    |                                               |
| 8.14 | The Doll in the Derby / Booth titka                | 2013. február 4. / 2013. november 25.         |
| Angela beépül egy görkoris derbicsapatba, ahol megölték az egyik lányt. Booth gyanúsan viselkedik, senki nem tudja hova jár el, majd kiderül, hogy kórházba megy. Cam nyomozni kezd...                                                                |                                                    |                                               |
| 8.15 | The Shot in the Dark / Lövés a múltba              | 2013. február 11. / 2013. december 2.         |
| Brennant meglövik. Látomásában találkozik anyjával. A csapat nyomozni kezd, és felmerül hogy vérből készült golyóval támadták meg. Sweets szerint mindenki gyanús lehet.                                                                              |                                                    |                                               |
| 8.16 | The Friend in Need / Barát a bajban                | 2013. február 18. / 2013. december 9.         |
| Egy gyerek maradványait egy bőröndben találják meg. A fiú egy műszaki zseni volt, halála előtt egy bulin összetűzésbe keveredett valakivel egy barátja miatt.                                                                                         |                                                    |                                               |
| 8.17 | The Fact in the Fiction / Sekély sírhant           | 2013. február 25. / 2013. december 16.        |
| Egy földműves emberi maradványokra talál a földjén. A fiú egy fizikaprofesszor segédje volt, és mint kiderül sok a titkolnivalója van. |                                                    |                                               |
| 8.18 | The Survivor in the Soap / Túlélő a szappanban     | 2013. március 4. / 2014. szeptember 1.        |
| Egy csontvázat találnak egy szappannal teli hordóban. Az áldozat kétes múltú bevándorló. |                                                    |                                               |
| 8.19 | The Doom in the Gloom / Túlélésből elégtelen       | 2013. március 18. / 2014. szeptember 8.       |
| Megégett női holttestet találnak egy karámban. Az áldozat egy túlélős katonai csoportba tartozott. Nyomozás során kiderül, hogy a tettes a csoportból való. Az intézet számára rejtély, hogy mikét jutott ki a bunkerből az áldozat.                  |                                                    |                                               |
| 8.20 | The Blood from the Stones / Véres gyémántok        | 2013. március 25. / 2014. szeptember 15.      |
| Egy álruhás rendőrt ölnek meg, akiről kiderül, hogy gyomrában gyémántokat rejtegetett. Gyanúsított lehet a felettes és a rablópáros akik után az áldozat régóta nyomozott.                                                                            |                                                    |                                               |
| 8.21 | The Maiden in the Mushrooms / Benne a szószban     | 2013. április 1. / 2014. szeptember 22.       |
| Egyik show-műsorban dolgozó nőt megölnek. Többen is számításba jöhetnek gyilkosként, akár a volt barát vagy a trónkövetelő műsorvezető. |                                                    |                                               |
| 8.22 | The Party in the Pants / Édesek és mostohák        | 2013. április 15. / 2014. szeptember 29.      |
| Egy épület bontásakor holttestet találnak. Az áldozat brókerkedés mellett sztriptíz-táncos is volt. Feltűnik Booth anyja. |                                                    |                                               |
| 8.23 | The Pathos in the Pathogens / Vírus                | 2013. április 22. / 2014. november 17.        |
| Az intézetbe egy vírus által megölt nőt visznek be. Arastoo megfertőződik a vírussal. |                                                    |                                               |
| 8.24 | The Secret in the Siege / Végső célpont            | 2013. április 29. / 2014. november 24.        |
| Pelant újra felbukkan. Sweets cikkeiből válogatja ki a gyilkosságok helyszíneit és két FBI-ost is megöl. Booth Brennan kérésére megkéri a kezét, de később ezt vissza kell utasítani a családja védelmében...                                         |                                                    |                                               |